# Blida (Süd-Libanon)
Koordinaten: 33° 8′ N, 35° 31′ O
Blida (arabisch بليدا) ist ein kleines Dorf im Gouvernement Nabatäa. Der Ort liegt am westlichen Hang eines Tals, etwa 560–580 m über dem Meeresspiegel. Er gehört zum Distrikt Mardsch Uyun und befindet sich etwa einen Kilometer westlich der Grenze zu Israel, an der Straße zwischen Bint Dschubail und Mais al-Dschabal. Die Amtssprache ist Arabisch.
Die meisten Bewohner des Dorfes sind ausgewandert, vor allem nach Brasilien, Frankreich, Australien und Deutschland.
Der Ort ist aufgrund seiner Nähe zur Grenze unweit der israelischen Stadt Yiftah immer wieder Schauplatz kriegerischer Auseinandersetzungen. Zur mutmaßlich ersten gemeinsamen Aktion des Islamischen Dschihad und Hisbollah kam es am 1. Juli 1991 mit einem Angriff auf eine Patrouille der israelischen Armee. Human Rights Watch beschuldigte die israelischen Streitkräfte, während des zweiten Libanonkrieges den Ort am 19. Juli 2006 mit Streumunition bombardiert zu haben. Dabei wurden nach HRW-Angaben eine Zivilperson getötet und mindestens zwölf verletzt.